# Sedemstrana antiprizma
| Uniformna sedemstrana antiprizma |                                               |
|                                  |                                               |
| vrsta                            | prizmatični uniformni polieder                |
| elementi                         | F=16, E=28 V=14, ({\displaystyle \chi \,}= 2) |
| stranske ploskve po straneh      | 14{3}+2{7}                                    |
| Schläflijev simbol               | t{2,7}                                        |
| Wythoffov simbol                 | 2 2 7 2\|2 14                                 |
| Coxeter-Dinkinov diagram         |                                               |
| simetrijska grupa                | D7d, [2+,14], (2*322) reda 28                 |
| vrtilna grupa                    | D7, [7,2]+, (722) reda 14                     |
| sklici                           | U77(e)                                        |
| dual                             | sedemstrani trapezoeder                       |
| (slika oglišč) 3.3.3.7           |                                               |

Sedemstrana antiprizma je v geometriji peta v neskončni množici antiprizem s sodim številom trikotniških stranskih ploskev zaprtih z dvema pravilnima mnogokotnikoma. Sestavljena je iz dveh sedemkotnikov, ki sta povezana med seboj z obročem štirinajstih trikotnikov. Tako ima skupaj 16 stranskih ploskev.
Kadar so vse stranske ploskve pravilne, je to polpravilni polieder.